# C'era una volta Roma
C'era una volta Roma è stato un programma televisivo italiano, trasmesso dalla Rete 2 dal 29 aprile 1979 la domenica alle 20:40 per quattro puntate.

## Il programma
Il programma, scritto da Mario Castellacci e Pier Francesco Pingitore e realizzato in parte nel Teatro della Fiera di Milano, in parte allo Studio 1 della Rai di Roma, era una rivisitazione in chiave comica dei più noti avvenimenti storici che hanno avuto protagonista la città di Roma. Il cast, composto dal noto gruppo de Il Bagaglino, era coadiuvato da Pippo Franco e Laura Troschel e comprendeva Oreste Lionello, Gianfranco D'Angelo, Bombolo, Sergio Leonardi, la coreografa Evelyn Hanack e le 4 ragazze 4: Maria Grazia Buccella, Isabella Biagini, Paola Tedesco e Tiziana Pini.